# Amphipsalta strepitans
Amphipsalta strepitans är en insektsart som först beskrevs av George Willis Kirkaldy 1909.  Amphipsalta strepitans ingår i släktet Amphipsalta och familjen cikador. Inga underarter finns listade i Catalogue of Life.